# Grannen från helvetet
Grannen från helvetet (danska: Naboen fra helvede) är en dansk dokumentärserie som hade premiär i Danmark den 5 februari 2025.

## Handling
Markus och Lisas dröm om ett lugnt liv på landet hotas av deras granne, Simon, som har byggt en minigolfbana på marken mellan dem. Markus ser sig tvungen att ta till extrema åtgärder för att återställa lugnet på gården.

## Medverkande
- Markus Hvass
- Simon Larsen